# Connollystraße
Die Connollystraße ist eine Straße im Olympiadorf und Studentenviertel des Olympiaparks München. 

## Beschreibung
Die Straße wurde 1971 nach James Connolly, dem ersten Olympiasieger der Neuzeit (1896), benannt.
Sie führt vom Helene-Mayer-Ring zum Kusocinskidamm bis zur Straßbergerstraße. Die Straße ist an der Oberfläche für Fußgänger und Radfahrer zugänglich, unterirdisch für Autofahrer. Die Zufahrt erfolgt über die Lerchenauer Straße. Die farbigen "Media Lines" (blau an der Connollystraße), ein auf Stelzen verlaufenden Rohrsystem des österreichischen Architekten Hans Hollein dienen als Wegweiser.

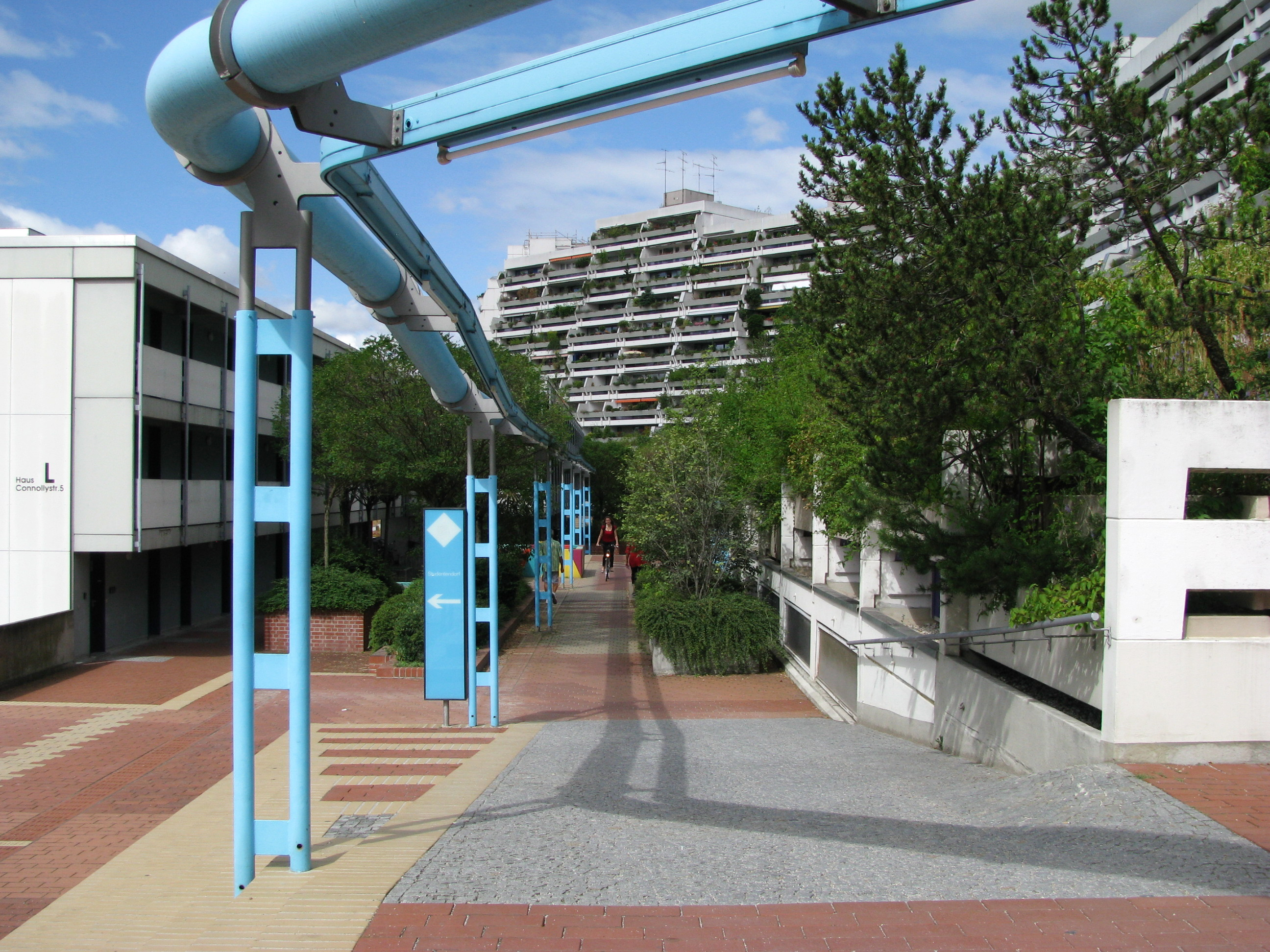
Connollystraße oberirdisch mit blauer "Media Line" für Fußgänger und Radfahrer
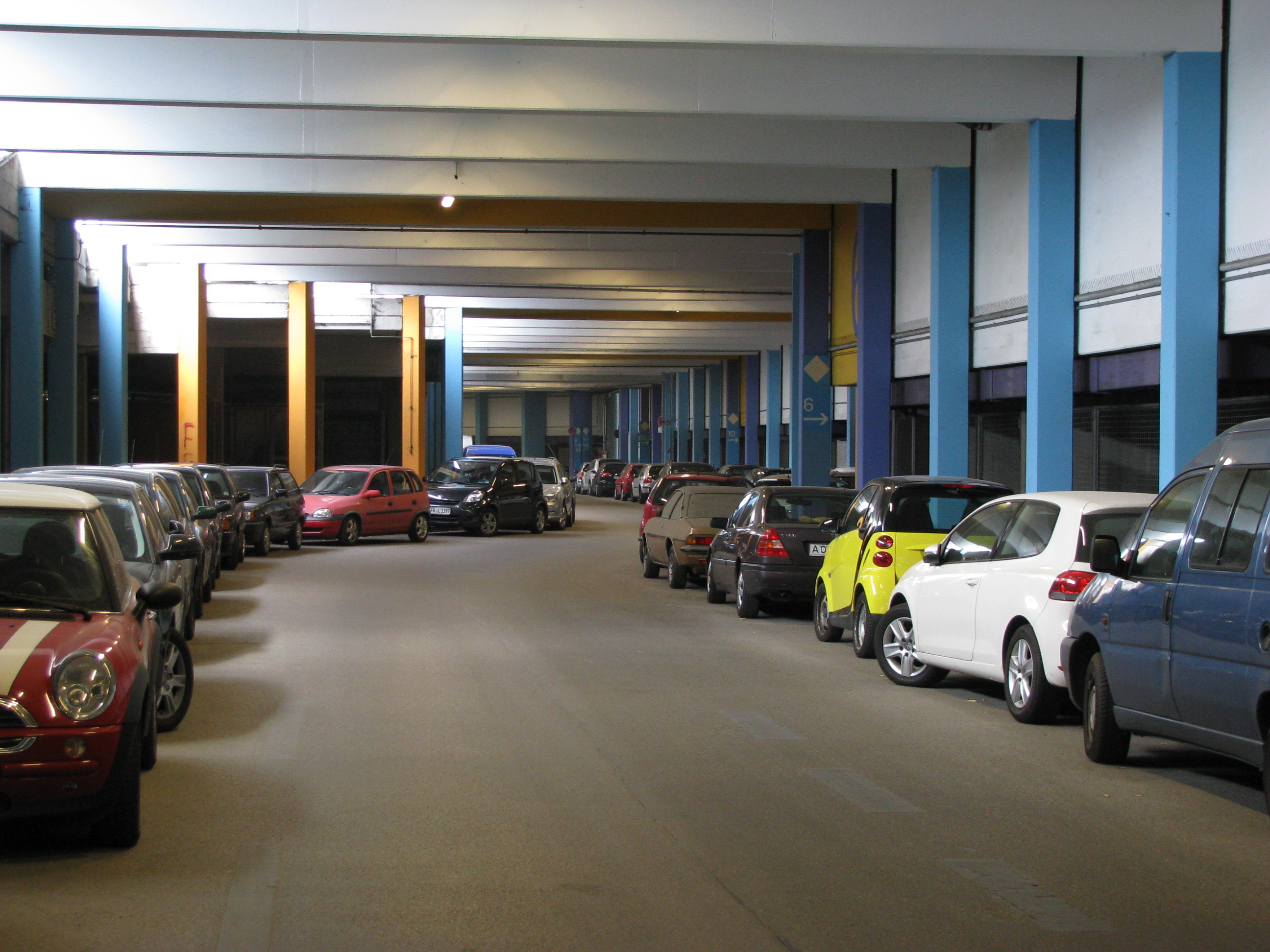
Connollystraße unterirdisch für Autos

An ihr befindet sich die Skulptur „Olympische Ringe“ aus dem Jahr 1972 von Ruth Kiener-Flamm, bzw. die Neufassung von 2000 von Peter Schwenk. In der Connollystraße 20 befindet sich das Theater Unterwegs (Tourneetheater). 
In der Connollystraße 31 befand sich das Apartment der später als Geiseln genommenen israelischen Olympiamannschaft. Im Anschluss an die Olympischen Spiele war zunächst die Gestaltung als „Friedenshaus“ in Diskussion, dann wurde das Gebäude der Max-Planck-Gesellschaft geschenkt, die es als Gästehaus nutzt. 200 Meter südlich befindet sich der Erinnerungsort Olympia-Attentat. 
Nördlich der Connollystraße liegt der Nadisee, im Westen die Zentrale Hochschulsportanlage.

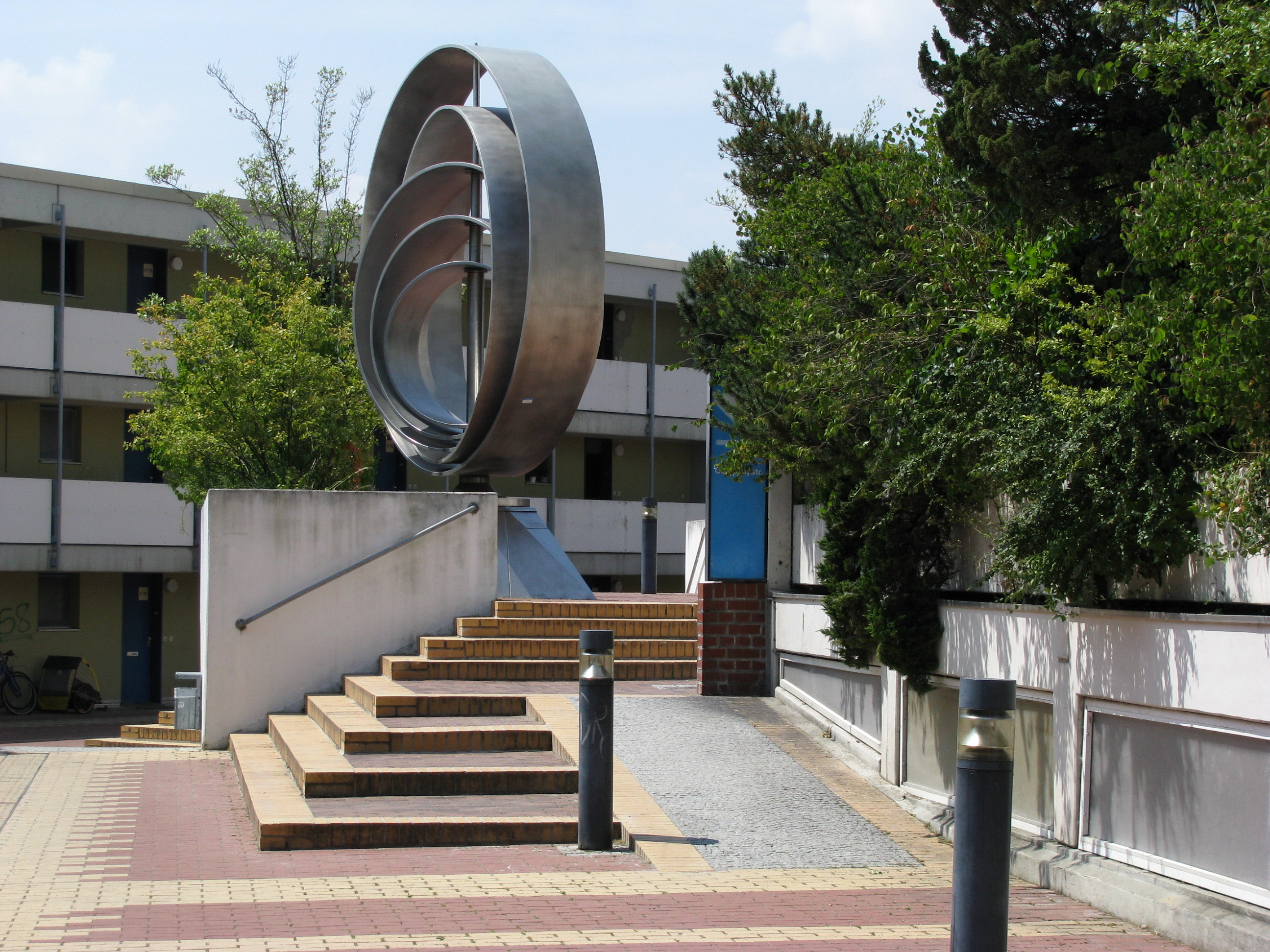
Skulptur „Olympische Ringe“
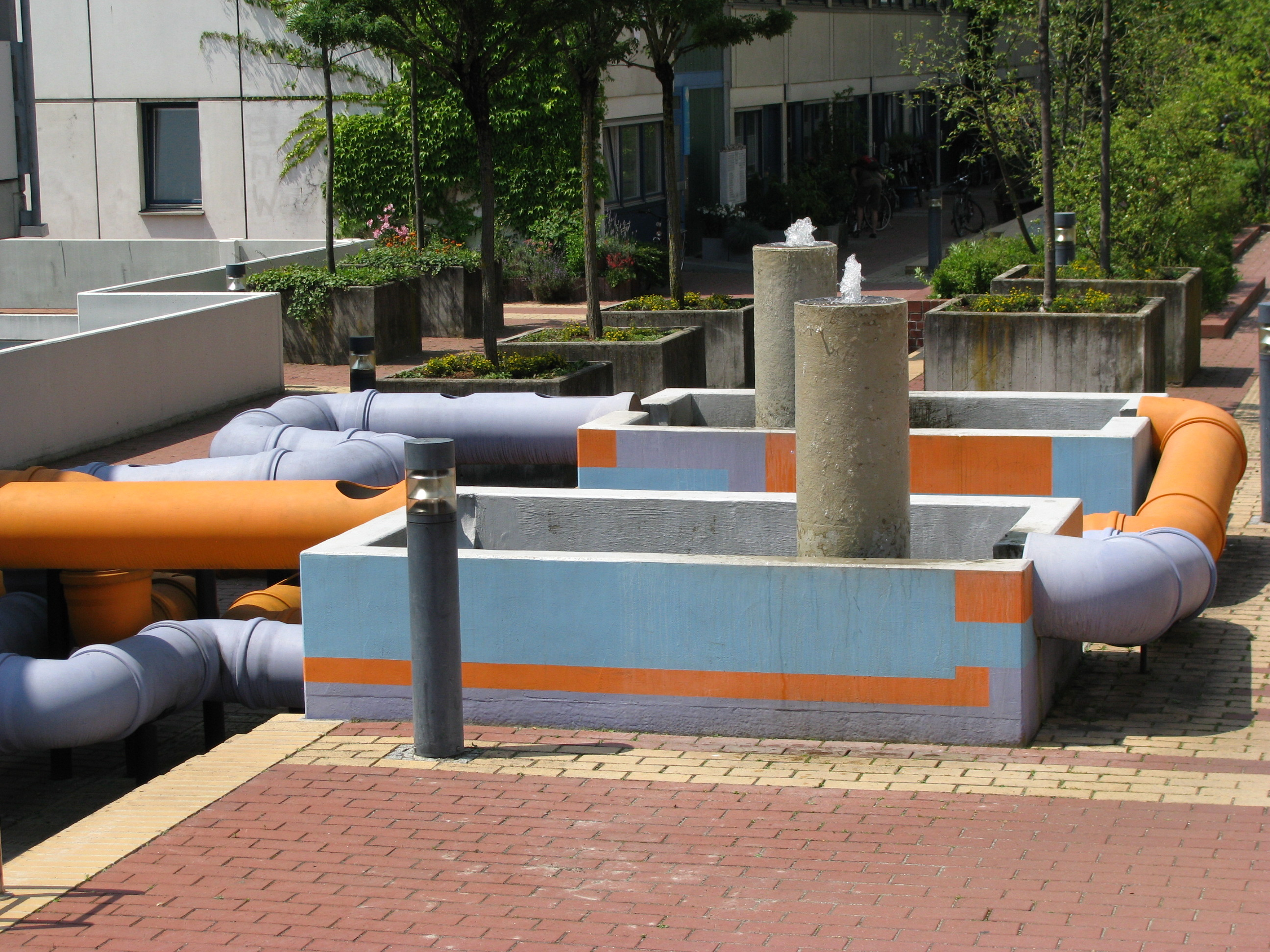
Brunnenanlage in der Connollystraße
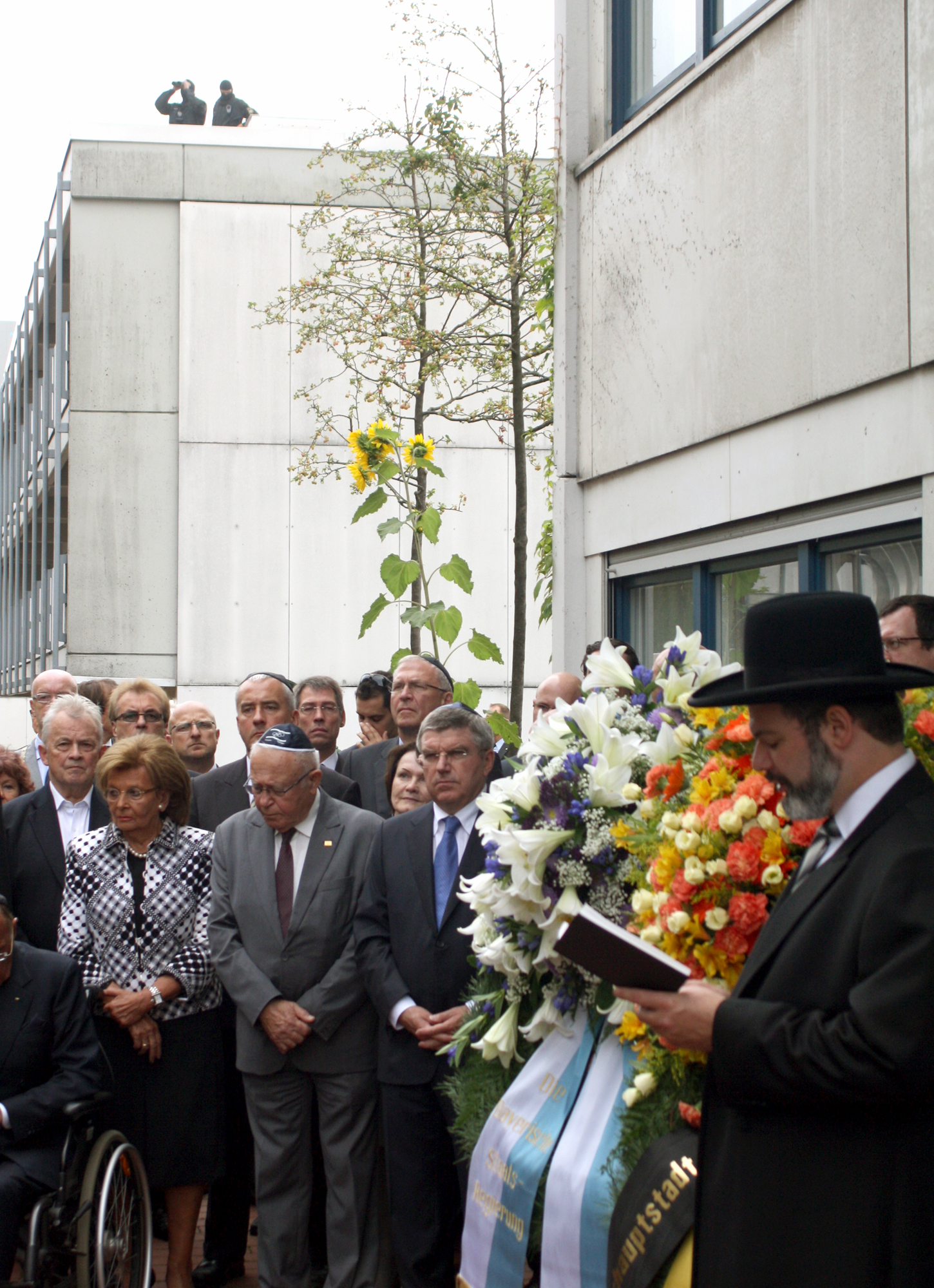
Gedenkfeier mit Kranzniederlegung am 5. September 2012 unter den Augen der SEK vor dem Gebäude Connollystraße 31
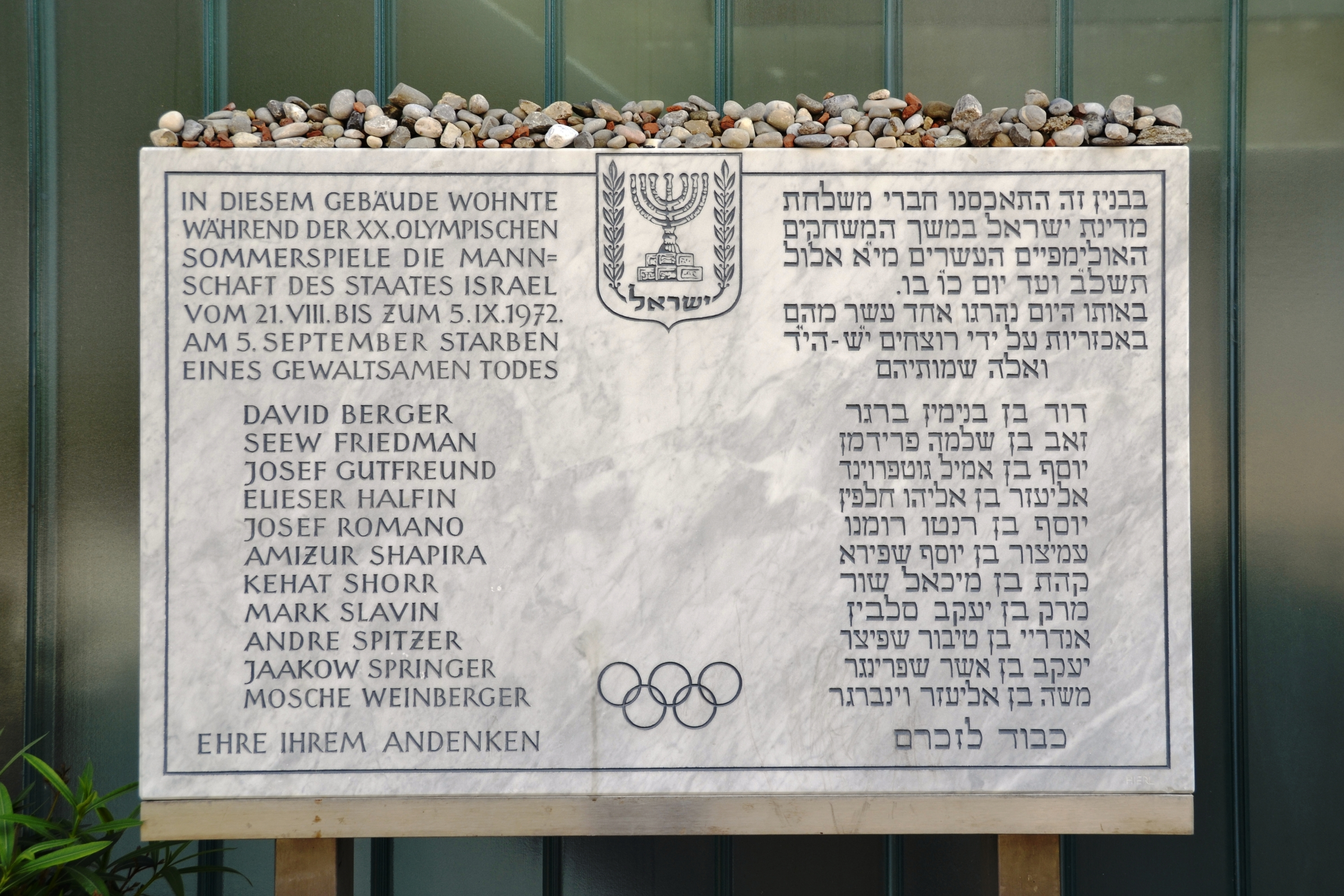
Gedenktafel
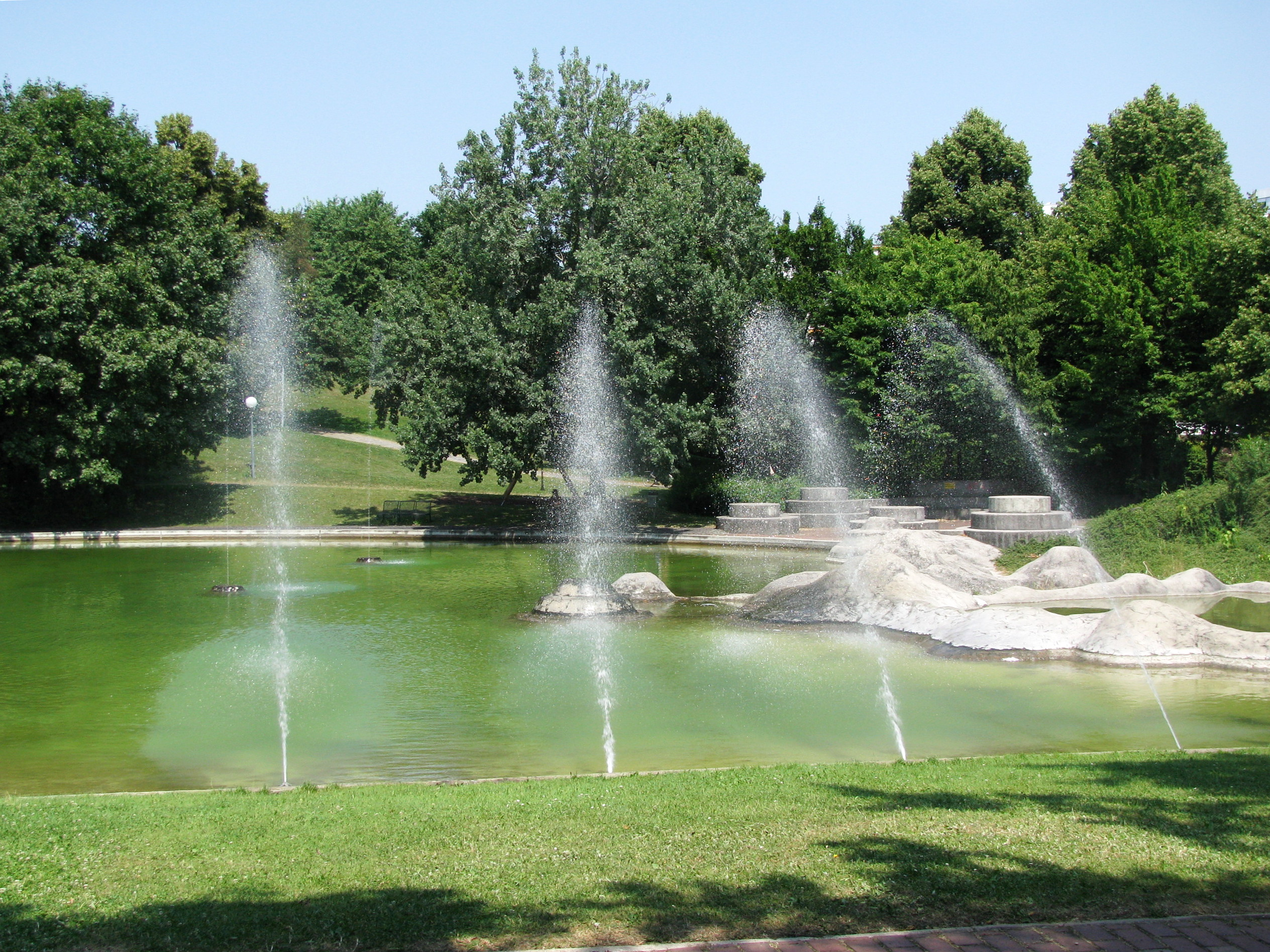
Nadisee

## Filme
- Architektur als Spiegel der Gesellschaft.